# Phototropine
Phototropine sind Lichtrezeptoren der Pflanzen. Ihr Name leitet sich von ihrer Beteiligung an der Regulation des Phototropismus ab. Neben dieser Funktion sind sie aber auch an der Phototaxis der Chloroplasten und an der Regulation des Öffnens der Stomata beteiligt.
Phototropine gehören zusammen mit den Cryptochromen zu den Lichtrezeptoren der Pflanzen, die ihr Absorptionsmaximum im UV-/ Blau-Bereich haben. Deswegen kann man langwelliges UV (UV-A: 320-400 nm) und Blaulicht (400-500 nm) zu einem photobiologisch wirksamen Bereich zusammenfassen.
Phototropine sind stammesgeschichtlich alte Proteine (ca. 120 kDa groß) und leiten sich von verwandten Molekülen bei Bakterien ab. Sie enthalten zwei LOV-Domänen (Light-Oxygen-Voltage). Als Chromophor konnte FMN (Flavin-Mononukleotid) nachgewiesen werden, das an jeweils eine LOV-Domäne bindet. insgesamt können also zwei FMN pro Phototropin gebunden werden. Dadurch wird bei Bestrahlung mit Licht des wirksamen Spektralbereichs eine reversible Strukturänderung des Proteins ermöglicht.
Nach Blaulichtbestrahlung ändert sich die Konformation des Chromophors derart (photochemischer Cyclus), dass es kurzzeitig kovalent über ein Cystein an seine LOV-Domäne gebunden wird. Wenn es wieder in den Grundzustand übergeht, löst sich die Bindung und der Chromophor kann erneut angeregt werden.
Die Konformationsänderung, die dabei entsteht, ermöglicht die ATP-abhängige Autophosphorylierung an 9 Stellen im Bereich der LOV-Domänen. Die Signaltransduktion wird noch erforscht. Wahrscheinlich wird sie über die Auxin-Verteilung im Spross geregelt.
Bei dem Modellorganismus Arabidopsis thaliana (Ackerschmalwand) sind zwei Gene bekannt, die für Phototropine kodieren (PHOT1 = npl, PHOT2 = nph). Diese wurden mit Hilfe der nph-Mutante (non-phototropic hypocotyl) gefunden; das zweite Gen wurde später non-phototropic hypocotyl-like genannt. Die entsprechenden beiden Genprodukte überlappen und ergänzen einander in ihren Funktionen.